# Lockney (Teksas)
Lockney je gradić u američkoj saveznoj državi Teksas. Prema popisu stanovništva iz 2010. u njemu je živjelo 1.842 stanovnika.